# Dragan
Dragan je moško osebno ime, pa tudi priimek.

## Izvor imena
Ime Dragan je različica moškega osebnega imena Drago.

## Pogostost imena
Po podatkih Statističnega urada Republike Slovenije je bilo na dan 31. decembra 2007 v Sloveniji število moških oseb z imenom Dragan: 2.322. Med vsemi moškimi imeni pa je ime Dragan po pogostosti uporabe uvrščeno na 99. mesto.

## Osebni praznik
V koledarju je ime  Dragan zapisano skupaj z imenom Drago oziroma Karel.

## Znani nosilci
- Dragan Božič, slovenski arheolog
- Dragan Marušič, slovenski matematik
- Dragan Mihailović, slovenski fizik
- Dragan Petrovec, slovenski kriminolog/penolog
- Dragan Sakan
- Dragan Velikić?
- Dragan Živadinov